# Dekabristupproret

Dekabristupproret. Målning av Karl Kolman (1786-1846).

Dekabristupproret (ryska: Восстание декабристов, Vosstanije dekabristov) var ett misslyckat försök till en palatsrevolution i Ryssland år 1825, iscensatt av de ryska livgardestrupperna, och det sista i sitt slag i Rysslands historia. Det ägde rum på Senatsplatsen (ryska: Сенатская площадь, Senatskaja plosjtjad) i Sankt Petersburg, Rysslands dåvarande huvudstad, den 26 december (14 december enligt gamla stilen).
Upproret skiljde sig från de tidigare genom det stora antal deltagare som var med. Det fanns omkring 3 000 soldater på torget framför Senaten. Upproret slutade med att 1 271 av dem dog.
De deltagande upprorsmännen i decemberupproret kallas dekabrister. Begreppet dekabrist (ryska: декабрист) kommer av ryska ordet dekabr (ryska: декабрь) vilket betyder december.

## Bakgrunden

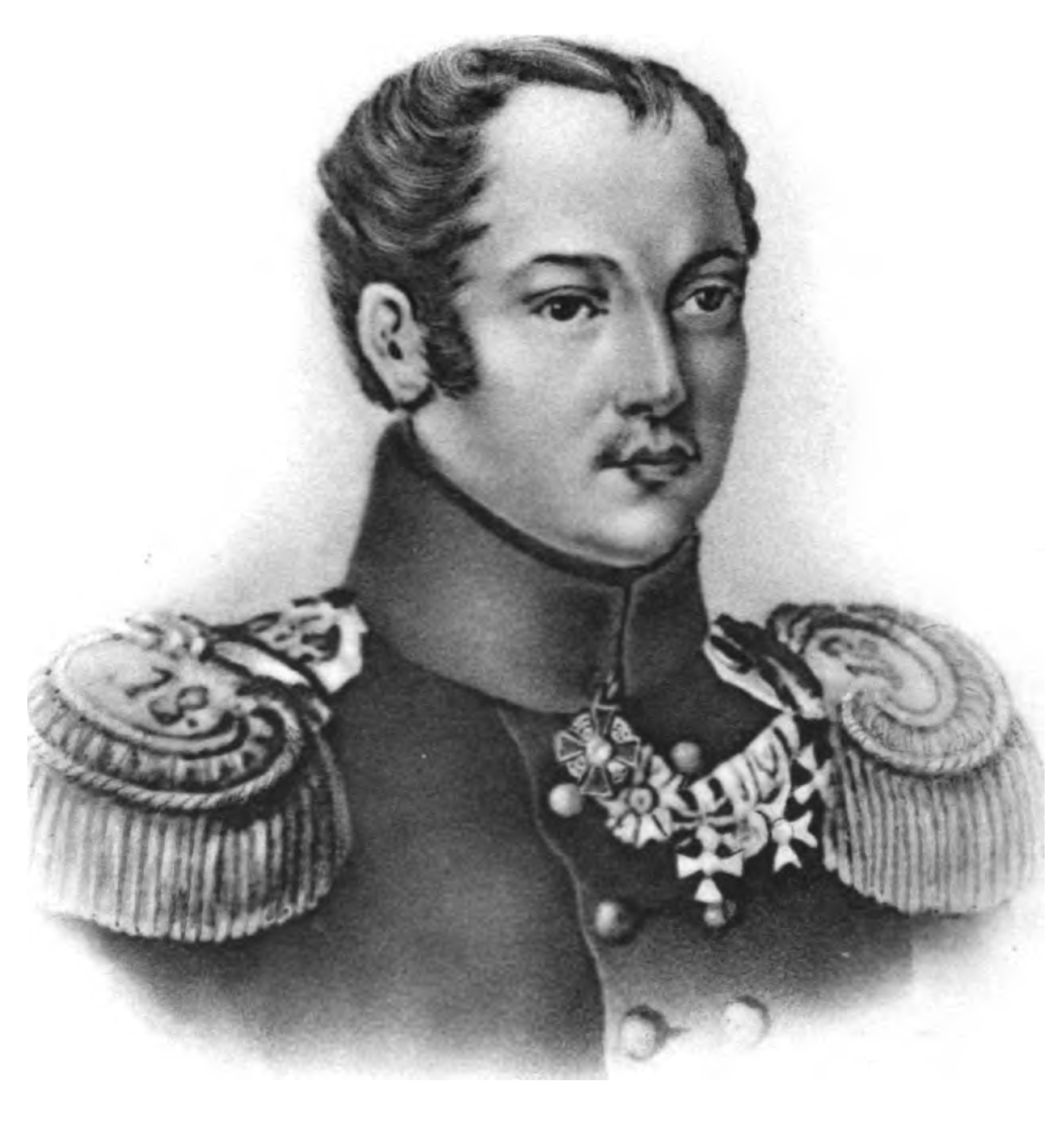
Pavel Ivanovitj Pestel (1793-1826).

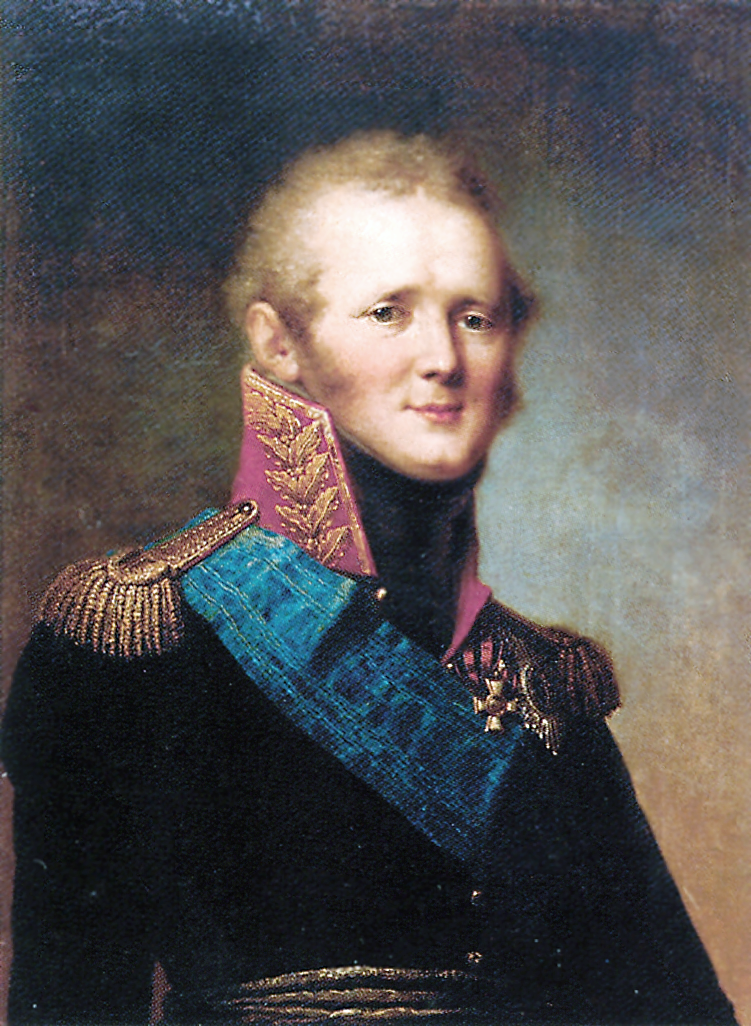
Alexander I av Ryssland. Efter hans död 1 december 1825 uppstod en komplicerad situation kring tronföljdsfrågan.

Europas aristokrater avundades de omfattande politiska friheterna som åtnjöts av den polska szlachtan och strävade efter att uppnå samma ställning i sina respektive hemländer. Stora framgångar i den riktningen hade uppnåtts på 1800-talet av den ryska adeln.
Till en början fick adelsmännen ärva egendomar, vilka tidigare gavs till dem som förläningsjord på villkor att de skulle tjänstgöra för staten. Tillsammans med egendomarna fick adeln också som sin fulla ägodel de inom dessa egendomar arbetande livegna bönderna, vilka i sin rättslöshet kunde jämställas med de romerska slavarna. Slutligen avskaffades plikten för adeln att de måste tjänstgöra för staten. När adeln hade förvandlats till en politiskt och ekonomiskt nyttolös samhällsklass började den förutom allt annat också göra anspråk på att styra staten.
Under en längre tid begränsade sig adelns deltagande i politiken till palatsrevolutionerna och, som resultat av dessa, uppsättande av lojala kejsare. Men då sådana militärkupper var en orolig sysselsättning, som dessutom hindrade dem från att helt slippa undan från att tjänstgöra staten, började så adelseliten önska sig att befästa sina rättigheter på ett konstitutionellt sätt.
Vissa förhoppningar i den riktningen kunde knytas till kejsaren Alexander I som hade beträtt tronen just som ett resultat av en ny kupp som hade genomförts med adelns hjälp. Men efter sina ursprungliga reformsträvanden, vilka fortsatte med större eller mindre tveksamheter fram till 1812, kom nu en tvärvändning i hans världsåskådning. Alexanders ungdomsideal gav nu vika för nya övertygelser hos en man som hade stött på reella problem när det gällde att styra ett stort rike.
Efter 1812 års händelser, då Ryssland blev utsatt för en invasion av Napoleons arméer sammansatta av styrkor från ett i praktiken enat Europa, tog kejsaren på sig ytterligare ansvar att inom ramen för den Heliga alliansen upprätthålla en allmäneuropeisk ordning. Alliansens tillkomst hade på ett negativt sätt inverkat på adelns "friheter". Från och med denna tidpunkt börjar inom alla grenar av den statliga förvaltningen en s.k. reaktion att slå rot. Alexanders tidigare strävanden visar sig allt mer sällan, som till exempel i hans tal vid 1818 års öppnande av sejmen i Warszawa.

## Dekabriströrelsens ursprung
Fosterländska kriget 1812 hade haft en helt annan inverkan på det allmänna tänkandet i Ryssland och framkallade en stor andlig förändring. Sedan inleddes en period av internationella fälttåg då ryssarna fick stifta bekantskap med de europeiska ordningarna, vilket skapade grund för framväxten av nya politiska åsikter. Väl hemkomna såg de hur man med våld införde militärbosättningar, samt de hjältedåd som uppnåddes av Michail Magnitskij och Dmitrij Runitj på allmänbildningens område. De olyckor som tyngde det ryska folket fann gensvar i de människors hjärtan, vilka helt hade gripits av en patriotisk inspiration.
Den självklara följden på denna dystra verklighet och spridningen av liberala idéer inom adelskretsarna blev en dold protest. Den ledde till skapandet av ett antal av en viss sorts klubbar, där man diskuterade de aktuella problemen som rörde den ryska verkligheten ("Officersartellen" i Semjonovskijregementet, "Heliga artellen" bland officerarna vid huvudstaben med Aleksandr Nikolajevitj Muravjov i spetsen, "Kamenets-Podolskij-cirkeln" (ledd av Michail Fjodorovitj Orlov och Matvey Dmitrijev-Mamonov), och så småningom även hemliga sällskap, när möjligheterna till fritt tänkande hade gått förlorade efter regeringens ingripande.

## Hemliga sällskap

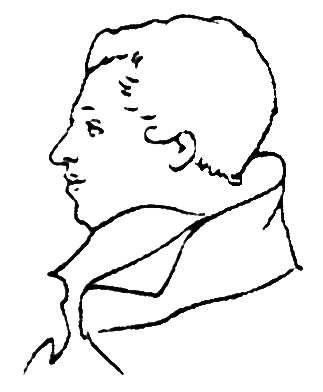
M.P. Bestuzjev-Rjumin. Teckning av A. Ivanovskij.

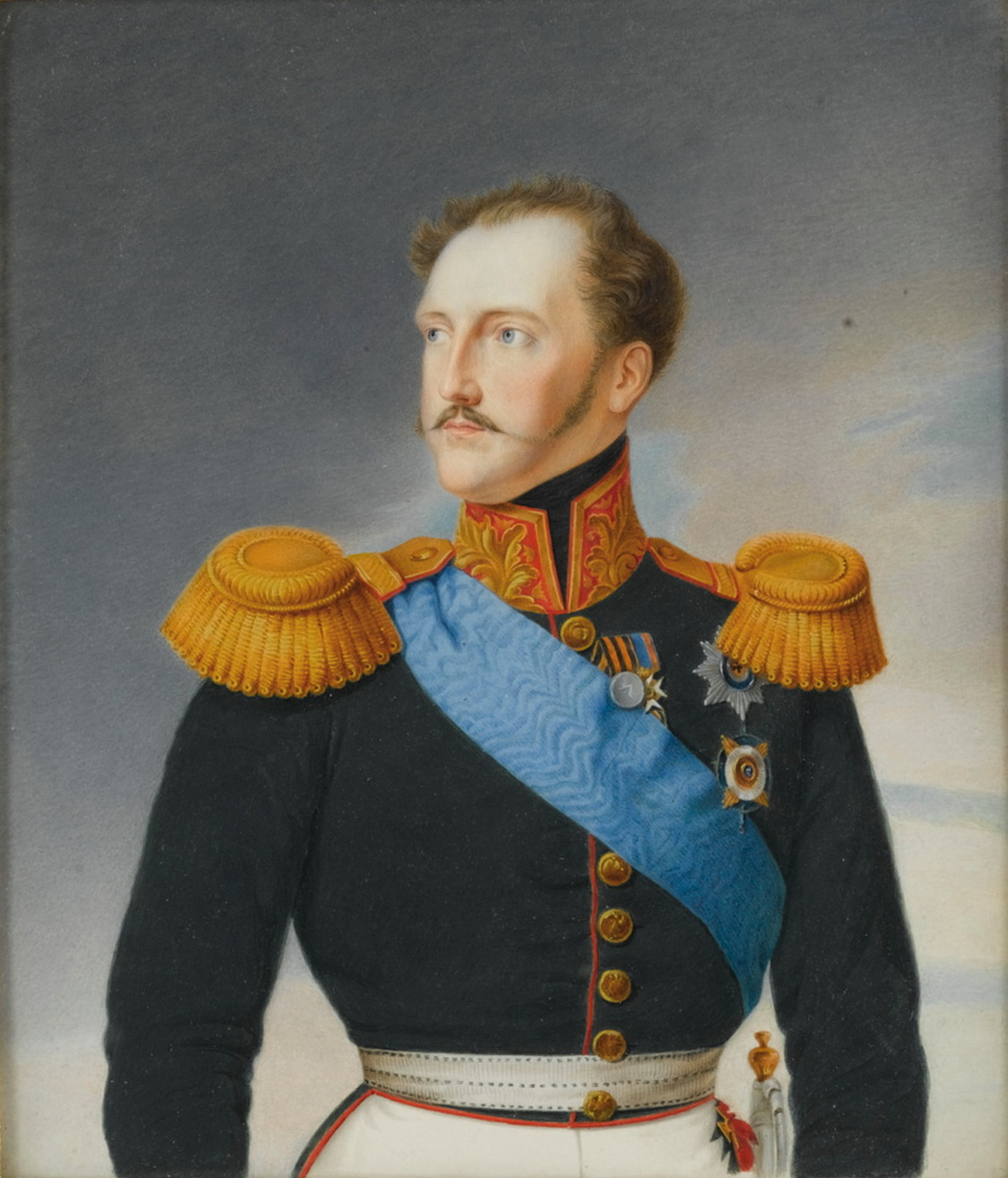
Nikolaj I (1796-1855) hade precis blivit vald till Rysslands nye kejsare av senaten.

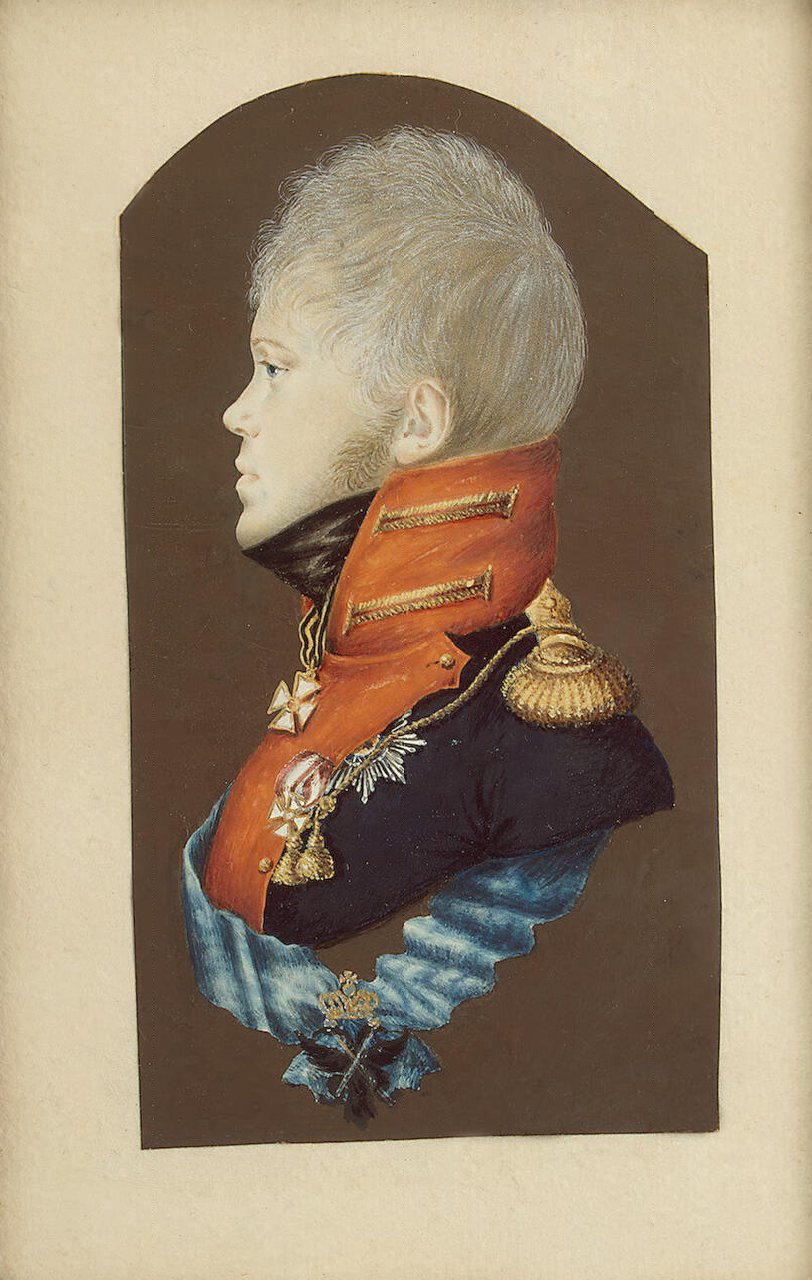
Storfursten Konstantin Pavlovitj (1779-1831) hade avsagt sig sin rätt till tronen till förmån för sin yngre bror Nikolaj.

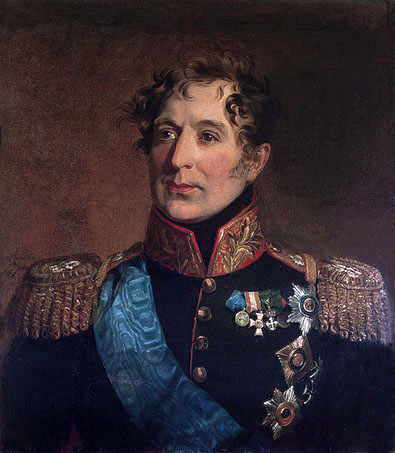
Michail Andrejevitj Miloradovitj, Sankt Petersburgs generalguvernör. Blev dödligt sårad på Senatstorget under dekabristupproret.

Hemliga revolutionssällskap växte fram ur frimurarsällskapen. Det första hemliga revolutionssällskapet, som hette Frälsningsunionen, bildades 1 februari 1816 i Sankt Petersburg. De hemliga sällskapens sammansättning förnyades ständigt: allteftersom deras första deltagare "stadgade" sig i livet och skaffade sig familjer, lämnade de politiken; deras platser togs över av de som var yngre. På så sätt skedde det en permanent rotation inom sällskapen.
Några år senare bildades nya hemliga sällskap - Norra sällskapet med centrum i Sankt Petersburg och "Södra sällskapet" i Ukraina.
I "Norra sällskapet" spelades huvudrollen av Nikita Muravjov, Sergej Trubetskoj, och senare den kände diktaren Kondratij Rylejev, som samlade omkring sig tuffa republikaner. I "Södra sällskapet" var ledaren överste Pavel Pestel. I "Norra sällskapet" deltog även aktivt gardesofficerare Ivan Nikolajevitj Gorstkin, Michail Michajlovitj Narysjkin, sjöofficerarna Nikolaj Aleksejevitj Tjizjov, bröderna Bodisko, Boris Andrejevitj och Michail Andrejevitj. Aktiva deltagare i "Södra sällskapet" var dekabristerna från Tula bröderna Krjukov, Aleksandr Aleksandrovitj och Nikolaj Aleksandrovitj, bröderna Bobrysjtjev-Pusjkin, Nikolaj Sergejevitj och Pavel Sergejevitj, Aleksej Ivanovitj Tjerkasov, Vladimir Nikolajevitj Licharjov, Ivan Borisovitj Avramov. Bland aktiva deltagare i "Sällskapet för de förenade slaverna" var Ivan Nikolajevitj Kirejev.
Som det har framkommit från de överlevande dekabristernas avslöjanden många år senare ville de frammana väpnat uppror i armén, störta tsardömet, avskaffa livegenskapen och med folkets stöd anta en ny statslag, en s.k. revolutionskonstitution. Om man utgår från upprorsmännens faktiska beteende och deras krav, så var deras mål att ersätta monarkin med en oligarki, d.v.s. en begränsning av kejsarens makt till förmån för samhällets högsta elit.
Man bestämde sig för att utnyttja den komplicerade situation som hade uppstått kring tronföljdsrätten efter Alexander I:s död. Det fanns ett hemligt dokument som bekräftade att Alexanders barnlöse yngre bror Konstantin Pavlovitj avsade sig sina anspråk på den ryska tronen, vilket lämnade företräde åt näste brodern, den bland högsta militären och tjänstemannaliten ytterst impopuläre Nikolaj Pavlovitj. Å andra sidan, redan innan det dokumentet hade öppnats, hade Nikolaj Pavlovitj efter generalguvernör greve M.A. Miloradovitjs påtryckningar avsagt sig sina anspråk på tronen till förmån för Konstantin Pavlovitj.
Det oklara läget varade inte särskilt länge och rätten att välja en ny kejsare hade i praktiken gått över till senaten. Dock, efter att Konstantin Pavlovitj ytterligare en gång hade avsagt sig sina anspråk, bestämde senaten motvilligt efter ett nattsammanträde 13-14 december 1825 att erkänna Nikolaj Pavlovitjs juridiska rätt till tronen.
Upprorsmännen hoppades dock fortfarande kunna ändra på situationen och sätta tryck på senaten genom att leda beväpnade gardestrupper ut på gatorna.

## Planen

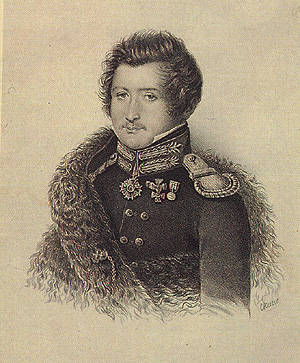
Sergej Muravjov-Apostol (1796-1826).

Dekabristerna bestämde sig för att hindra armén från att svära trohetseden mot den nye tsaren. Sedan ville de gå in i senaten och kräva att ett folkmanifest skulle publiceras i vilket man skulle tillkännage om avskaffandet av livegenskapen och den 25-åriga värnplikten för soldaterna, samt förkunna om införande av yttrande- och mötesfrihet.
De deputerade skulle anta en ny konstitution (d.v.s. en grundlag). Om senaten skulle vägra att offentliggöra folkmanifestet blev det bestämt att man skulle tillgripa våld. Manifestet innehöll flera punkter: instiftande av en provisorisk regering, avskaffande av livegenskapen, att alla skulle ha samma rätt inför lagen, demokratiska friheter, införande av de edsvurnas domstol, avskaffande av den allmänna värnplikten samt att tjänstemännen skulle göras valbara. De upproriska styrkorna skulle inta Vinterpalatset och Peter-Paulfästningen, tsarfamiljen skulle arresteras. I nödfall skulle man döda tsarfamiljen. För att leda upprorsstyrkorna valde man en diktator, furst Sergej Trubetskoj.
Karakteristiskt nog var det tänkt att man till ledare för den framtida provisoriska regeringen skulle utse senatens ledare greve Speranskij och amiral Mordvinov, vilket ger skäl att misstänka att senaten stod i kontakt med konspiratörerna.
Tyvärr måste man göra teoretiska bedömningar angående upprorsplanen, på grund av att inget av det som angavs blev någonsin genomfört:
- huvudkonspiratörerna (Rylejev, Trubetskoj) avstod i praktiken från att delta i upproret;
- trots det som var planerat intog inte upprorsmännen några palats eller fästningar, utan stod på plats;
- i själva verket, i stället för avskaffandet av livegenskapen och införandet av olika fri- och rättigheter, krävde upprorsmännen endast kejsaren Konstantin Pavlovitj och "Konstitutionen" (med vilket man avsåg hustrun till Konstantin Pavlovitj);
- under upprorets lopp hade man många möjligheter att arrestera och döda den framtida tsaren Nikolaj I, men inga försök gjordes i den riktningen.

## Början av upproret

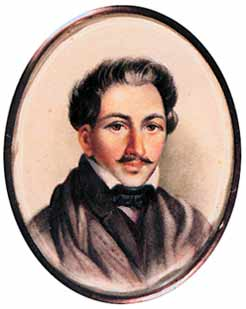
Pjotr Kachovskij (1797-1826) var den som avlossade det dödande skottet mot M.A. Miloradovitj.

Moskvas gardesregemente var det första som kom till Senatstorget. Regementets upprorsledare var officer Aleksandr Bestuzjev. Överste baron Pjotr Andrejevitj Frederiks, som var regementschef, ville förhindra att upprorsmännen skulle beträda torget, men föll ner med sönderhugget huvud efter officer Sjtjepin-Rostovskijs sabelhugg. Moskvaregementets soldater kom till Senatstorget med vajande regementsfana, med laddade gevär och medförandes skarp ammunition. Regementet bildade fyrkant kring Peter den stores monument.
Händelsen tilldrog sig allmänhetens uppmärksamhet och åskådarna började strömma till platsen i stort antal. Sankt Petersburgs generalguvernör Michail Andrejevitj Miloradovitj red nu fram till upprorsmännen och försökte övertala dessa att skingras samt att avlägga trohetseden. Men upprorets stabschef officer Jevgenij Obolenskij vände tillbaka Miloradovitjs häst med bajonett varvid generalen sårades i höften, medan en kula från en annan medlem ur det hemliga sällskapet (Pjotr Kachovskij) tillfogade Miloradovitj ett dödligt sår. Under ledning av sjöofficerarna Nikolaj Bestuzjev och Anton Arbuzov kom nu upproriska sjömän (en marin gardesbesättning) till torget, och efter dessa grenadjärernas livregemente.

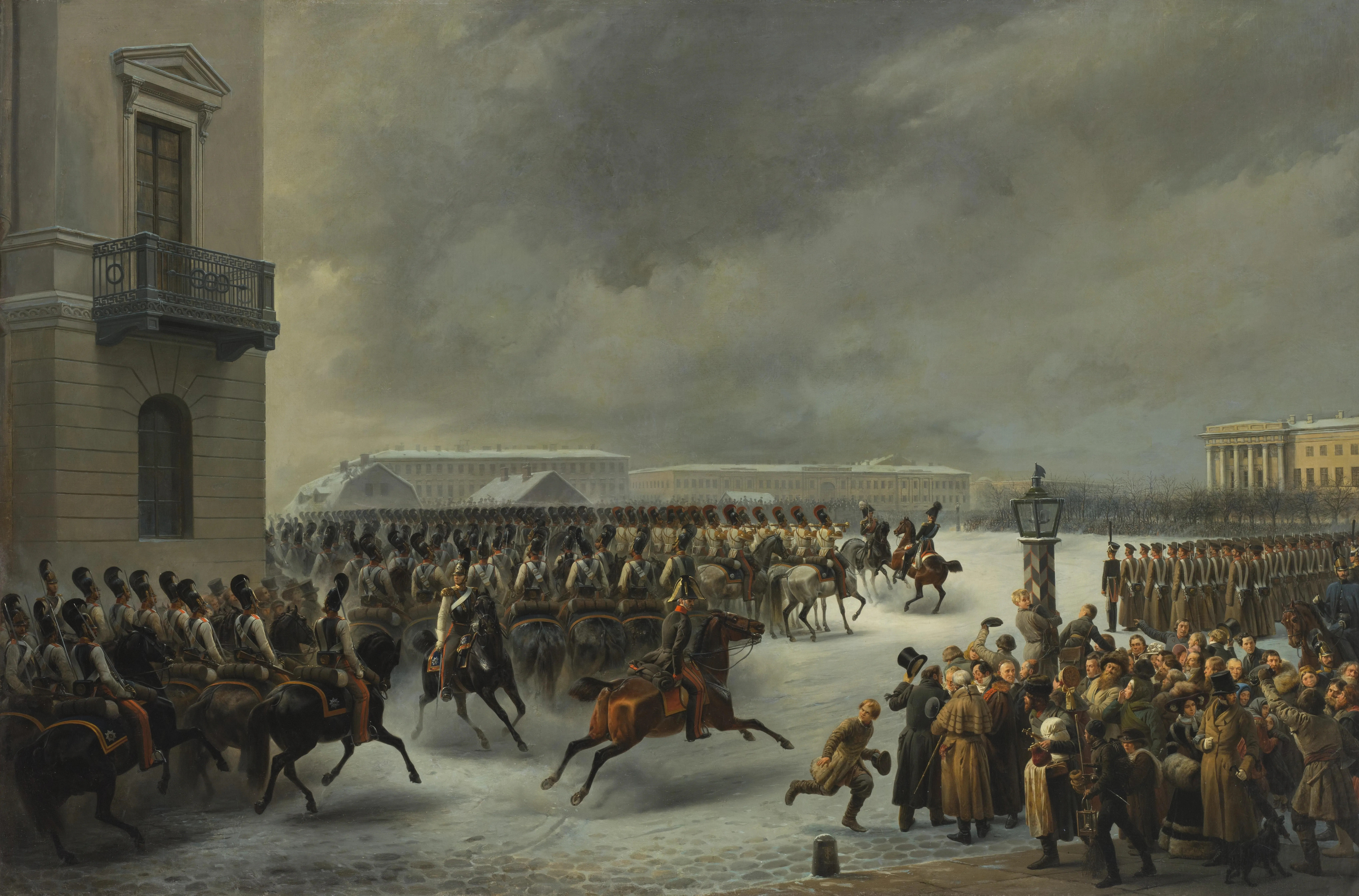
Kavalleriet genomförde flera "psykiska attacker" mot dekabristerna innan den blodiga upplösningen slutligen kom.

Nikolaj I som efter så stora svårigheter hade bestigit tronen dagen innan och som var medveten om sin egen impopularitet bland de högsta vid hovet, ville inte förvärra inledningen på sin tid som regent genom blodspillan och hoppades in i det längsta på en fredlig lösning av hela affären, trots att M.A. Miloradovitj hade blivit mördad. På hans order gick kavallerigardet flera gånger till "psykisk attack" mot upprorsarmén, men hela tiden utan resultat.
Upprorsmännen i sin tur företog inga steg för att få situationen närmare någon som helst fredlig lösning.
Efter klockan 15 började det bli märkbart mörkt. Det var tydligt att ett snabbt beslut behövde fattas innan dagens slut: antingen att tsaren skulle avstå från tronen och det skulle uppstå ett maktvakuum, eller att man skulle använda militärt våld mot de upproriska. Då det inte fanns några andra godtagbara förslag, beordrade tsaren till slut att man skulle skjuta med kartescher. Kanoneldgivningen leddes personligen av hans yngre bror Michail Pavlovitj.
Den första salvan sköts ovanför soldaternas led. På detta svarade de med gevärseld. Men sedan vacklade deras led under haglande kartescher, de blev tveksamma och ganska snart bröts ordningen och alla skingrades.
Tsarens kanoner sköt mot folkmassan som sprang längs Engelska och Galärstränderna. En del av upprorsmännen retirerade ut på Nevas is och återupprättade sin slagordning. Rader av folk beströddes med kartescher, kanonkulorna bröt isen, soldaterna drunknade i vattnet.

## Slutet på upproret
Fram mot natten var allting över. På torget och gatorna låg hundratals lik kvar. De flesta av offren hade trampats ihjäl av folkmassan som hade flytt i panik från händelsernas centrum. Man började samla de arresterade vid Vinterpalatset.
Även i söder avlöpte allting utan väpnat uppror. Sex bataljoner ur Tjernigovskij-regementet befriade den arresterade Sergej Muravjov-Apostol, som följde med dem till Belaja Tserkov, men den 13 januari 1826 hade en husaravdelning med beridet artilleri hunnit upp dem, varpå upprorsmännen lade ner sina vapen. Den sårade Muravjov arresterades.

## Utredningen och rättegången

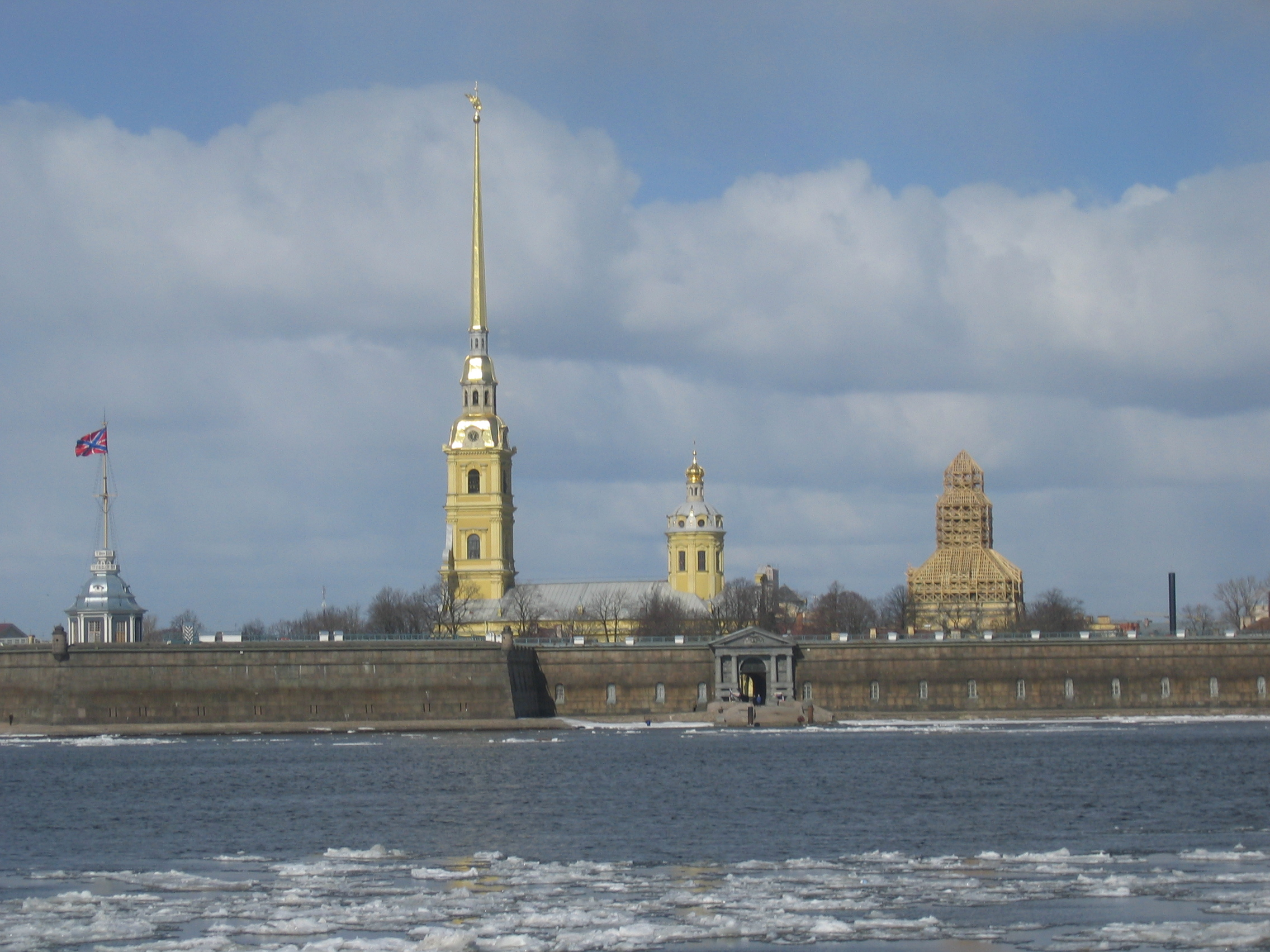
Peter-Paulfästningen i Sankt Peterburg, där de dödsdömda dekabristerna blev hängda.

Efter en ukas av den 17 december 1825 inrättades "Förundersökningskommissionen angående sällskap med brottsligt uppsåt" under minister Tatisjtjevs ordförandeskap. 30 maj 1826 framlade förundersökningskommissionen inför kejsaren Nikolaj I en rapport som hade sammanställts av D.N. Bludov. I och med manifestet av den 1 juni 1826 inrättades "Högsta kriminella domstolen" bestående av medlemmar ur tre samhällsskick: Riksrådet, Senaten och Heliga synoden, med en anslutning till dessa av "ett visst antal personer ur de högsta militära och sociala tjänstemannakretsarna".
Upprorsmännens största brott var mord på höguppsatta statstjänstemän som generalguvernör Miloradovitj, samt skapandet av allmän oordning som hade lett till många offer.

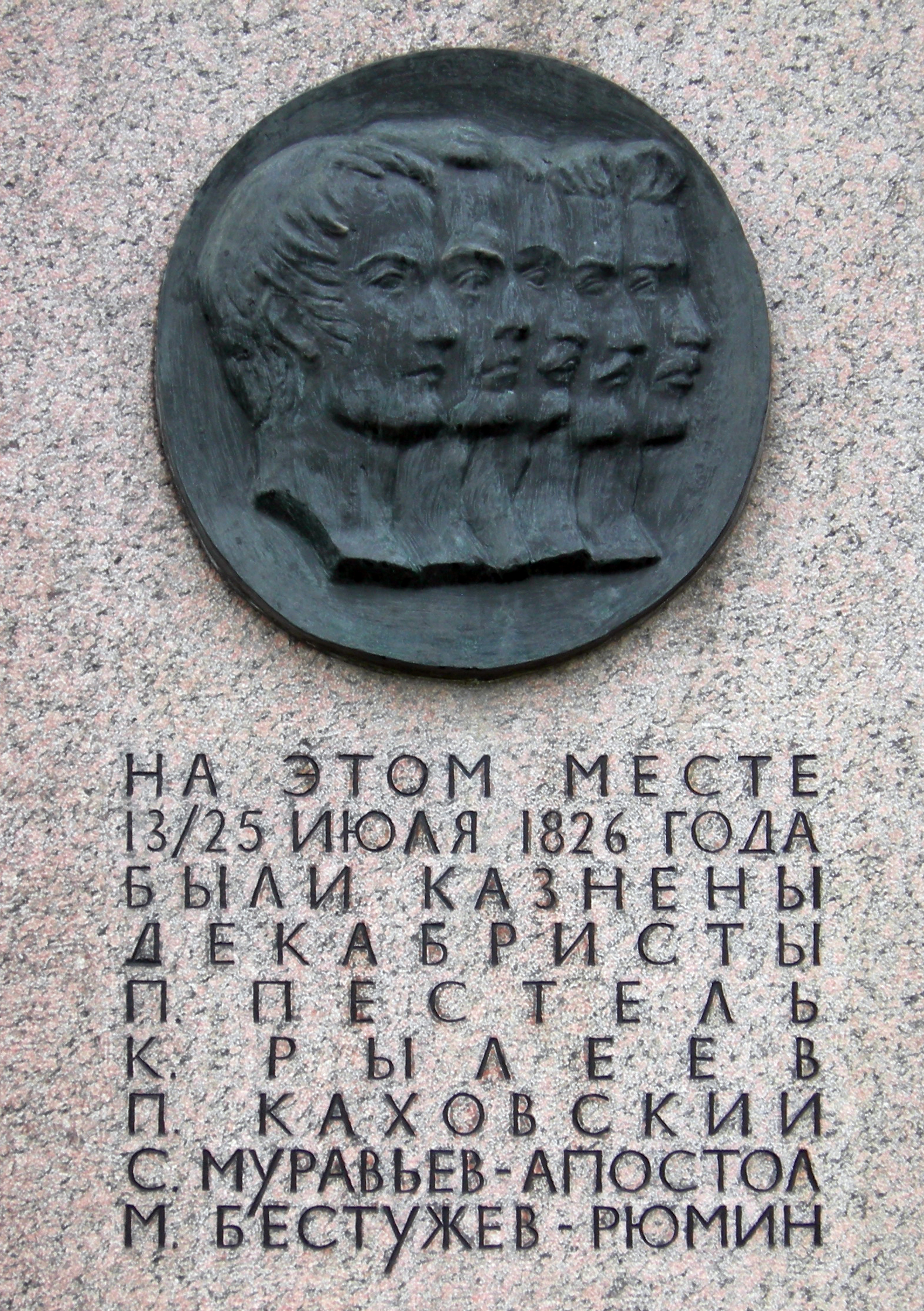

Ansvariga för rättegången visade sig dock bli den adliga allmänna opinionens ledare, Mordvinov och Speranskij - just de höguppsatta ämbetsmän som hade varit misstänkta för att bakom kulisserna ha regisserat det misslyckade upproret. I utbyte mot deras framtida lojalitet såg man i förundersökningen mellan fingrarna på deras deltagande i konspirationen. Rättegången antog därför en politisk snarare än en brottsutredande karaktär. Genom att "fjäska" inför den nye kejsaren, som just hade bevisat sin handlingskraft, strävade rätten att straffa så många betydelselösa upprorsdeltagare som möjligt eller t.o.m. personer som inte ens varit inblandade i det.
Den sistnämnda uppgiften klarade rätten till fullo. Inför rätten ställdes 61 personer ur "Norra sällskapet", 37 ut "Södra sällskapet" och 23 personer ur "De förenade slaverna", av vilka många var helt utomstående personer. Rätten utdömde 11 olika typer av straff och dömde som följer: dödsstraff - genom hängning, dragning och fyrdelning (5 personer), genom halshuggning (31 personer), 17 blev dömda till politisk död, 16 skulle deporteras till evigt straffarbete, 5 stycken skulle deporteras till straffarbete i 10 år, 15 till straffarbete i 5 år, 3 skulle fråntas sina ämbetsmannabefattningar, sina adliga titlar och förvisas till Sibirien, 1 dömdes till förlust av sina adels- och ämbetsmannatitlar och blev inskriven som soldat för att tjänstgöra tills brottet var sonat, 8 skulle fråntas sina ämbetsmannatitlar och bli inskrivna som soldater fram till brottet blev sonat.
Utsatt för tryck från upprorsmännens höguppsatta anhöriga och på grund av domens tydliga och absurda hårdhet mildrade kejsaren Nikolaj med en ukas av den 10 juli 1826 domarna i alla kategorier; endast fem brottslingar som hade ställts utanför kategorierna ställdes inför rätta en andra gång. Dessa personer var Pestel, Rylejev, Sergej Muravjov-Apostol, Bestuzjev-Rjumin och Kachovskij. Rätten dömde att man i stället för en plågsam död genom hängning, dragning och fyrdelning skulle hänga dessa personer "i enlighet med den högste monarkens barmhärtighet, som har visat sig i detta ärende genom mildrande av avrättningar och straff som har utdelats till diverse brottslingar". Högsta domstolens dom verkställdes den 13 juli 1826 i Peter-Paulfästningen. Under avrättningen inträffade en omskakande incident: Bestuzjev, Kachovskij och Rylejev föll ner, då deras snaror gick av, och fick hängas en andra gång. I Warszawa började "Förundersökningskommissionen angående sällskap med brottsligt uppsåt" att arbeta 19 februari 1826 och presenterade sin rapport för Nikolaj Pavlovitj den 3 januari 1827. Sedan inleddes en rättegång som hade sin grund i Kongresspolens konstitution och vilken visade stort tillmötesgående mot de anklagade.
26 augusti 1856 utfärdade Alexander II på sin kröningsdag en amnesti till alla med anknytning till händelserna den 14 december, vilket kom att omfatta även deras efterkommande, både döda och ännu levande. Den politiska regimens liberalisering ledde till en upptrappning av den politiska terrorn, vars offer så småningom kom att bli även Alexander II själv.
Till minnet av hundraårsdagen av upproret döpte man 1925 om torget från Senatstorget till Dekabristtorget (ryska Площадь Декабристов). Den 31 juli 2008 fick torget dock åter tillbaka namnet Senatstorget.